# 让·巴蒂斯特·盖 (马蒂尼亚克子爵)
让-巴蒂斯特·西尔韦尔·盖，马蒂尼亚克子爵(Jean-Baptiste Sylvère Gay, vicomte de Martignac，1778年6月20日—1832年4月3日) 法国政治家、法官和历史学家。1828—1829年任政府首脑期间使国王查理十世放弃其温和政策。
马蒂尼亚克出生于波尔多，1798年曾任革命领袖埃马纽埃尔-约瑟夫·西哀士的秘书。在军队中服役一段时间后，他转向文学领域，写过一次作品。拿破仑一世统治时期（1808—1814），在波尔多任律师，参加极端保王派的秘密团体信仰骑士社。1818年他成为皇家检察长（advocate-general），1819年任利摩日总检察长（procureur-général）。1821年选为众议院马芒德（Marmande）地区议员，支持维莱尔伯爵的政策。1822年他被任命军机大臣（councillor of state），1823年他作为民事代表陪同昂古莱姆公爵（duc d'Angouléme）到西班牙。1824年被封为子爵，担任注册总监（director-general of registration）。
维莱尔政府垮台时，查理十世命他执行妥协政策，1828年1月4日任内务大臣，成为内阁的实际首脑。他成功地通过了废除新闻审查制度法案，并说服国王在1828年6月16日签署法令。翌年，极右派和极左派人士联合起来在众议院把他击败。由于他愿意对左派让步，查理十世乃极端保王分子波利尼亚克亲王代之。马蒂尼亚克最后一次在公共场合露面是1830年12月在贵族院中为波利尼亚克辩护。

## 著作
- Bordeaux au mois de Mars 1815 (1830年)
- Essai historique sur les révolutions d'Espagne et l'intervention française de 1823 (1832年).